# John Hellins
John Hellins (n. 1749, North Tawton⁠(d), Anglia, Regatul Marii Britanii – d. 5 aprilie 1827, Potterspury⁠(d), West Northamptonshire⁠(d), Anglia, Regatul Unit al Marii Britanii și Irlandei) a fost un autodidact, profesor de școală, matematician, astronom și paroh englez.

## Primii ani
S-a născut în Devon, fiind fiul unei familii sărace, fiind  instruit pe cheltuiala parohiei.
A devenit profesor de școală și prin muncă asiduă și patronat a devenit asistentul lui Nevil Maskelyne, astronomul regal în 1773.

## Activitatea de preot
A continuat activitatea de cleric, slujind drept curat la Constantine, Kerrier (1779–1783) și apoi la Greens Norton, lângă Towcester. În 1789 a fost primit la Trinity College, Cambridge și, în cele din urmă, a absolvit în 1800. În 1790 a devenit vicar la Potterspury din Northamptonshire. La 10 noiembrie 1794 s-a căsătorit cu Anne Brock din North Tawton. El a fondat școala din satul Potterspury, care astăzi îi poartă numele. 

## Recunoașterea contribuției sale științifice
S-a remarcat ca matematician și astronom. A devenit bursier al Royal Society în 1796. Trei ani mai târziu (1799) a fost distins cu Medalia Copley, în mare parte pentru calculele sale asupra perturbațiilor planetare.

### Analytical Institutions
A supravegheat traducerea din italiană a Instituzioni analitiche ad uso della gioventù italiană de Maria Gaetana Agnesi, care a fost publicată în 1801 de Taylor și Wilks, Londra, sub titlul Analytical Institutions in Four Books.